# Lysimachia physaloides
Lysimachia physaloides är en viveväxtart som beskrevs av Cheng Yih Wu, Amp; C. Chen in F. H. Chen och C. M. Hu. Lysimachia physaloides ingår i släktet lysingar, och familjen viveväxter. Inga underarter finns listade i Catalogue of Life.